# Мінербе
Мінербе (італ. Minerbe, вен. Menerbe) — муніципалітет в Італії, у регіоні Венето,  провінція Верона.
Мінербе розташоване на відстані близько 390 км на північ від Рима, 80 км на захід від Венеції, 35 км на південний схід від Верони.
Населення — 4671 особа (2014).
Щорічний фестиваль відбувається 10 серпня. Покровитель — святий мученик Лаврентій.

## Демографія
Населення за роками:

Станом на 1 січня 2023 року в муніципалітеті офіційно проживало 475 іноземців з 31 країни, серед них 72 громадяни країн Євросоюзу та 7 громадян України.

## Сусідні муніципалітети
- Бевілаккуа
- Бонавіго
- Боскі-Сант'Анна
- Леньяго
- Монтаньяна
- Прессана
- Веронелла